# Batang (Regierungsbezirk)

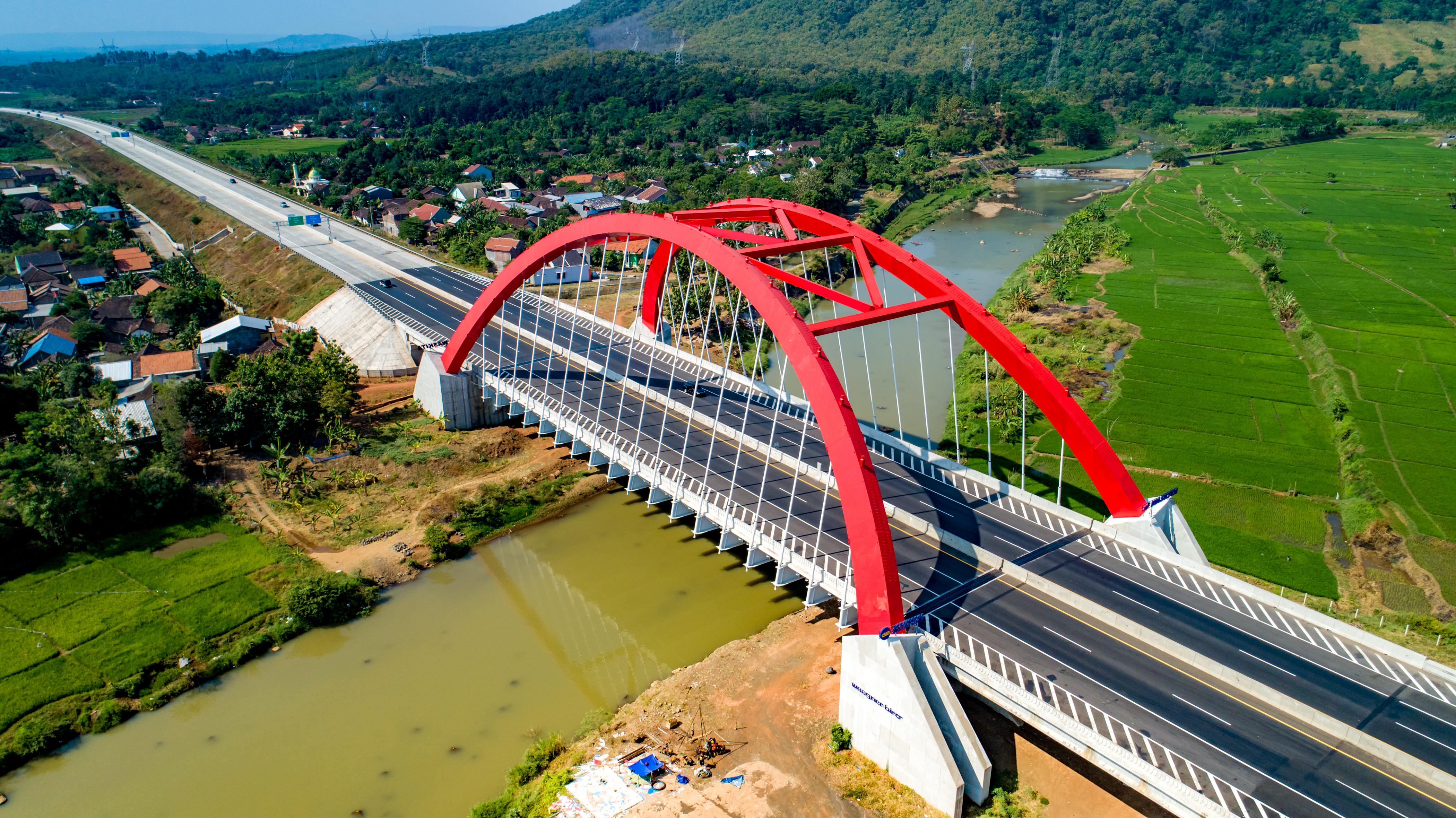
Die Kalikuto Brücke verbindet Semarang mit Batang

Batang ist ein indonesischer Regierungsbezirk (Kabupaten) in der Provinz Jawa Tengah, im Zentrum der Insel Java. Mitte 2022 leben hier etwa 0,8 Millionen Menschen. Hauptstadt und Regierungssitz des Verwaltungsdistrikts ist die Stadt Batang, etwa 85 km östlich der Provinzhauptstadt Semarang.

## Geografie
Die Regierungsbezirk Batang liegt im Nordwesten der Provinz und erstreckt sich zwischen 6°51′46″ und 7°11′47″ s. Br. sowie zwischen 109°40′19″ und 110°03′06″ ö. L. Er grenzt im Osten an den Regierungsbezirk Kendal, im Süden an Banjarnegara, im Westen an den Regierungsbezirk und im Nordwesten an die Stadt Pekalongan. Im Norden bildet die etwa 40 km lange Küstenlinie der Javasee eine natürliche (Landes-)Grenze.

Der Bezirk umfasst sowohl Küsten- als auch Gebirgslandschaften. Das Stadtzentrum von Batang liegt an der transjavanischen Nordküsten-Autobahn, die als „Pantura“ bekannt ist. Die wirtschaftlichen Aktivitäten konzentrieren sich entlang dieser Straße und in der Nähe des Stadtplatzes, der als „alun-alun“ bekannt ist. In der Mitte des Platzes steht ein riesiger alter Feigenbaum, der zu einem der Wahrzeichen des Regierungsbezirks geworden ist.

## Verwaltungsgliederung
Administrativ unterteilt sich Batang in 15 Distrikte (Kecamatan) mit 248 Dörfern. Eine weitere Unterteilung erfolgt in 936 Dusun, 1.009 Rukun Warga (RW) und 3.685 Rukun Tetangga (RT). Die einzigen Kelurahan (mit urbanem Charakter) befinden sich im Kec. der Hauptstadt Batang.
| Code 1   | Kecamatan Distrikt | Ibu Kota Verwaltungssitz | Fläche (km²) | Einwohner Census 2010 2 | Volkszählung (Census) 2020 | Volkszählung (Census) 2020 | Volkszählung (Census) 2020 | Anzahl der Dörfer 6 |
| Code 1   | Kecamatan Distrikt | Ibu Kota Verwaltungssitz | Fläche (km²) | Einwohner Census 2010 2 | Einwohner 3                | 0Dichte 40                 | Sex Ratio 5                | Anzahl der Dörfer 6 |
| -------- | ------------------ | ------------------------ | ------------ | ----------------------- | -------------------------- | -------------------------- | -------------------------- | ------------------- |
| 33.25.01 | Wonotunggal        | Wonotunggal              | 52,35        | 30.915                  | 37.797                     | 722,01                     | 101,85                     | 17                  |
| 33.25.02 | Bandar             | Bandar                   | 73,33        | 63.310                  | 71.691                     | 977,65                     | 103,21                     | 15                  |
| 33.25.03 | Blado              | Blado                    | 78,39        | 42.131                  | 45.835                     | 584,70                     | 104,04                     | 17                  |
| 33.25.04 | Reban              | Reban                    | 46,34        | 35.353                  | 40.306                     | 869,79                     | 100,76                     | 18                  |
| 33.25.05 | Bawang             | Bawang                   | 73,85        | 50.705                  | 55.672                     | 753,85                     | 104,33                     | 19                  |
| 33.25.06 | Tersono            | Tersono                  | 49,33        | 35.585                  | 40.482                     | 820,64                     | 101,81                     | 20                  |
| 33.25.07 | Gringsing          | Plelen                   | 72,77        | 55.859                  | 63.019                     | 866,00                     | 101,46                     | 20                  |
| 33.25.08 | Limpung            | Gringsing                | 33,41        | 38.683                  | 43.887                     | 1.313,59                   | 100,44                     | 15                  |
| 33.25.09 | Subah              | Subah                    | 83,52        | 48.518                  | 53.186                     | 636,81                     | 101,13                     | 17                  |
| 33.25.10 | Tulis              | Kaliboyo                 | 45,09        | 33.425                  | 38.785                     | 860,17                     | 99,72                      | 17                  |
| 33.25.11 | Batang             | Watesalit                | 34,35        | 118.539                 | 133.738                    | 3.893,39                   | 101,43                     | 12 / 9 ★            |
| 33.25.12 | Warungasem000      | Banjiran                 | 23,55        | 45.696                  | 53.491                     | 2.271,38                   | 103,39                     | 18                  |
| 33.25.13 | Kandeman           | Kandeman                 | 41,76        | 45.305                  | 54.602                     | 1.307,52                   | 102,54                     | 13                  |
| 33.25.14 | Pecalungan         | Pecalungan               | 36,19        | 29.959                  | 32.519                     | 898,56                     | 101,13                     | 10                  |
| 33.25.15 | Banyuputih         | Sembung                  | 44,43        | 32.781                  | 36.708                     | 826,20                     | 101,70                     | 11                  |
| 33.25    | Kab. Batang        | Kab. Batang              | 788,64       | 706.764                 | 801.718                    | 1.016,58                   | 101,99                     | 239 / 9             |

## Demographie
Zur Volkszählung im September 2020 lebten im Kabupaten Batang 801.718 Menschen, davon 396.911 Frauen (49,51 %) und 404.807 Männer. Gegenüber dem letzten Census (2010) sank der Frauenanteil um 0,46 Prozent. 70,23 % (563.041) gehörten 2020 zur erwerbsfähigen Bevölkerung; 23,45 % waren Kinder (bis 14 Jahre) und 6,32 % waren im Rentenalter (ab 65 Jahren).
Mitte 2022 bekannten sich 99,54 Prozent der Einwohner zum Islam, Christen waren mit 0,44 % (1.883 ev.-luth. / 1.710 röm.-kath.) vertreten, 0,01 % waren Buddhisten. Zur gleichen Zeit waren von der Gesamtbevölkerung 41,89 % ledig; 51,37 % verheiratet; 2,29 % geschieden und 4,45 % verwitwet.

### Bevölkerungsentwicklung
| SP/SUPAS (Jahr) | 1971         | 1980         | 1990         | 1995         | 2000         | 2005         | 2010         | 2015         | 2020         |
| --------------- | ------------ | ------------ | ------------ | ------------ | ------------ | ------------ | ------------ | ------------ | ------------ |
| Kab. Batang     | 455.101      | 530.474      | 591.647      | 610.221      | 665.426      | 673.406      | 706.764      | 742.571      | 801.718      |
| Anteil in %     | 2,08 %       | 2,09 %       | 2,07 %       | 1,95 %       | 2,24 %       | 2,08 %       | 1,94 %       | 2,20 %       | 2,18 %       |
| Jawa Tengah     | .21.877.081. | .25.372.889. | .28.521.692. | .31.223.258. | .29.653.266. | .32.382.657. | .36.516.035. | .33.753.023. | .36.742.501. |

| Rang unter den 29 Kabupaten der Provinz (06/2022) | Rang unter den 29 Kabupaten der Provinz (06/2022) |
| ------------------------------------------------- | ------------------------------------------------- |
| Fläche                                            | 00024                                             |
| Einwohnerzahl                                     | 00026                                             |
| Dichte                                            | 00019                                             |

- Bevölkerungsentwicklung des Kabupaten Batang von 1971 bis 2020
- Ergebnisse der Volkszählungen Nr. 3 bis 8 – Sensus Penduduk (SP)
- Ergebnisse von drei intercensalen Bevölkerungsübersichten (1995, 2005, 2015) – Survei Penduduk Antar Sensus (SUPAS)[6]